# Ariana Nozeman
Ariana Nozeman (ook Noseman of Nooseman), geboren als Ariana van den Bergh (Middelburg, 1626/1628 - begraven te Amsterdam, 7 december 1661) was de eerste beroepstoneelspeelster bij de Amsterdamse Schouwburg van Van Campen. Zij maakte haar debuut in 1655 in het treurspel 'Onvergelijkelijke Ariana'. Tot haar komst werden de vrouwenrollen op het toneel meestal door mannen gespeeld.
Ariana Nozeman was de dochter van de toneelspeler en toneeldichter Adriaan van den Bergh. Vermoedelijk stond ze als kind al op de planken, want haar vader had een reizend gezelschap dat door Europa trok. Het was bij rondtrekkende gezelschappen gewoon, dat de vrouwen en kinderen meespeelden. In haar jeugd moet ze een wilde meid zijn geweest. Een anonieme dichter en ex-minnaar beschreef haar zo: "Van den Berghs Adriaantje, die 'k zo vaakmaal heb gestreeld, als ik in haar minnebaantje, heb het minnespel gespeelt. Ze is nu bij geen vreemde klanten, maar bij zulke daar ze hoort, en dat zijn comedianten, daar ze vaak van is geboort".
Later maakte ze vermoedelijk deel uit van de "Aartshertogelijke Comedianten" van Jan Baptist van Fornenbergh, die tussen 1649 en 1654 door Noord-Duitsland en Scandinavië reisden. Dit gezelschap speelde niet alleen op kermissen, maar trad ook op aan vorstenhoven waaronder dat van de Zweedse koningin Christina.
Ze trouwde in 1649 voor de gereformeerde kerk in Altona bij Hamburg met de toneelspeler Gillis Nozeman, die ook tot Fornenberghs gezelschap hoorde. Het echtpaar Nozeman zou als het eerste toneelspelersechtpaar de theatergeschiedenis ingaan.

## Vorstenhoven
Op 30 juni 1655 verscheen de naam van Ariana Nozeman voor het eerst in de rekeningen van de Amsterdamse Schouwburg. De actrice ontving ƒ76,50 voor zeventien optredens ‘met kleren’. Haar kostbare kostuums dankte ze waarschijnlijk aan haar optredens aan buitenlandse vorstenhoven.
Het vertrek van zes acteurs bij de Amsterdamse Schouwburg was vermoedelijk de aanleiding dat Ariana Nozeman als vrouw een kans kreeg. Het toneel was een mannenbolwerk. Ze maakte haar debuut op 19 april 1655 in een stuk, dat toevallig haar naam droeg: Onvergelijkelijke Ariana. Het werd in 1644 geschreven door de boekverkoper en toneelschrijver Jan Jacobus Schipper. Kort na haar optreden brak de pest uit en leek het erop, dat de carrière van Amsterdams eerste actrice in de kiem zou worden gesmoord. De schouwburg moest een half jaar sluiten. In zes maanden tijd maakte de epidemie 16.000 slachtoffers. Het toneelspelersechtpaar Nozeman trok zich terug in hun herberg "De Kameel" op het Singel. Ariana was inmiddels moeder geworden van een dochtertje, Maria Nozeman (geb.1652), dat later in haar voetsporen zou treden en van een zoontje Mathijs, dat jong zou sterven.
In 1658/1659, het enige seizoen waarvan het toneelrepertoire en de rolverdeling van de Amsterdamse Schouwburg bewaard zijn gebleven, blijkt Ariana Nozeman niet minder dan vijftig verschillende rollen te hebben gespeeld.

## Eerste Badeloch
Ze was in 1656 de eerste vrouw, die Badeloch vertolkte in Vondels Gijsbrecht van Aemstel. Meestal beeldde ze personages in ernstige toneelstukken uit zoals Chimène in De Cid naar Corneille en Granida in Granida en Daifilo van P.C. Hooft, dat wel de eerste Hollandse classicistische opera is genoemd en waarin ze zeker heeft gezongen. Regelmatig trad ze samen met haar man op zoals in de titelrollen van Cirus en Aspasia van Jacob Cats en soms waren ze elkaars tegenspelers zoals in het Huwlijk van den grooten Alexander (zij Roxane, hij Alexander de Grote) van B. van Velzen.
Met uitzondering van Lichte Klaartje van haar toneeldichtende en toneelspelende man Gillis Nozeman en van Moortje van Bredero, waarin ze de hoer Moy-Ael speelde was de toneelactrice zelden in een klucht te zien. Na haar debuut engageerde de Amsterdamse Schouwburg al snel nog twee speelsters. Dat waren de jongere Susanna Eeckhout, die vooral verliefde jongedames speelde en Lijsbeth Kalbergen, die vaak in kluchten en balletten optrad.
Behalve als eerste actrice, geldt Ariana Nozeman ook als Nederlands eerste balletdanseres.
Ze trad onder meer op in het Juffren Balet. Daarmee liep de Amsterdamse schouwburg voor op de Parijse Opera, waar pas een kwart eeuw later vrouwen dansend optraden. Over het toneelspel van Ariana Nozeman is weinig bekend. In het voorwoord bij De wanhebbelijke Liefde (1704) wordt zij beschreven als "een uitmuntende toneelspeelster", maar toen was zij al ruim veertig jaar dood.

## Pest
Het doek viel voor Ariana Nozeman in 1661, toen ze nog maar begin dertig jaar was. Op 7 december van dat jaar kwam aan haar kleurige en bewogen leven een einde. Drie maanden daarvoor was haar zoontje Mathijs gestorven. Wellicht stierf ze van verdriet, maar ook valt niet uit te sluiten dat zij en haar kind stierven aan de pest.
Ariana Nozeman werd als "huysvrouw" van Gillis Nozeman in de Oude Kerk in Amsterdam begraven. Haar dood was kennelijk zo'n groot verlies voor de Amsterdamse Schouwburg, dat ter vervanging meteen vier nieuwe toneelspeelsters werden aangenomen. Als laat eerbetoon kreeg de actrice in 1955 een eigen straat in Amsterdam: de Ariana Nozemanstraat in het stadsdeel Slotervaart.